# Provinciale Wetgevende Macht van Vrijstaat
De Provinciale Wetgevende Macht van Vrijstaat (Engels: Free State Provincial Legislature; Afrikaans: Vrystaatse provinsiale wetgewer; Sotho: Kopano ea Molao ea Lekhotla la Free State) is de volksvertegenwoordiging van de Zuid-Afrikaanse provincie Vrijstaat.
De Provinciale Wetgevende Macht telt 30 zetels. De leden worden gekozen voor een termijn van vijf jaar. De verkiezingen vinden tegelijkertijd plaats met de landelijke parlementsverkiezingen. Sinds 2019 ziet de samenstelling er als volgt uit: Afrikaans Nationaal Congres (ANC) 18 zetels, Democratische Alliantie (DA) 6 zetels, Economische Vrijheidsstrijders (EFF) 4 zetels en het Vrijheidsfront Plus (FF+) 1 zetel. Het ANC dat beschikt over een absolute meerderheid vormt de regering (Uitvoerende Raad) die wordt samengesteld uit leden van Provinciale Wetgevende Vergadering en wordt geleid door een premier. De huidige voorzitter van het parlement is Zanele Sifuba (ANC) die in 2019 aantrad.
De Provinciale Wetgevende Macht van Vrijstaat komt samen in de Vierde Raadszaal in Bloemfontein.

## Zetelverdeling

Zetelverdeling na de verkiezingen van 2019.

## Lijst van voorzitters
| Naam                 | Begin termijn | Einde termijn | Partij |
| -------------------- | ------------- | ------------- | ------ |
| Motlalepule Chambaku | 1994          | 1998          | ANC    |
| Joel Mafereka        | 1998          | 2001          | ANC    |
| Jani Mohapi          | 2001          | 2002          | ANC    |
| Mxolisi Dukwana      | 2002          | 2008          | ANC    |
| Sisi Mabe            | 2014          | 2014          | ANC    |
| Motlagomang Qabathe  | 2015          | 2019          | ANC    |
| Zanele Sifuba        | 2019          | heden         | ANC    |